# اچ‌ام‌اس اف۱
اچ‌ام‌اس اف۱ (به انگلیسی: HMS F1) یک زیردریایی بود که طول آن ۱۵۱ فوت (۴۶٫۰ متر) بود. این زیردریایی در سال ۱۹۱۵ ساخته شد.